# أمل ماجري
أمل ماجري (مواليد 25 يناير 1993) هي لاعبة كرة قدم فرنسية-تونسية تلعب في نادي أولمبيك ليون.

## روابط خارجية
- أمل ماجري على موقع الاتحاد الدولي (مؤرشف)  (الإنجليزية)
- أمل ماجري على موقع الاتحاد الأوربي (الإنجليزية)
- أمل ماجري على موقع قاعدة بيانات كرة القدم.إي يو (الإنجليزية)
- أمل ماجري على موقع ليكيب (الفرنسية)
- أمل ماجري على موقع Soccerway.com (الإنجليزية)
- أمل ماجري على موقع اللجنة الأولمبية الدولية (الإنجليزية)
- أمل ماجري على موقع أوليمبيديا (الإنجليزية)
- أمل ماجري على موقع اللجنة الأولمبية الفرنسية (مؤرشف) (الفرنسية)